# Thabo Makgoba
Thabo Cecil Makgoba (né le 15 décembre 1960) est archevêque anglican du Cap en Afrique du Sud.